# Prosopocera peeli
Prosopocera peeli är en skalbaggsart. Prosopocera peeli ingår i släktet Prosopocera och familjen långhorningar.

## Underarter
Arten delas in i följande underarter:
- P. p. peeli
- P. p. clarkei